# Aksel Hennie
Aksel Hennie (ur. 29 października 1975 w Oslo) – norweski aktor, reżyser i scenarzysta. W 2001 ukończył Norweską Akademię Teatralną (norw. Statens teaterhøgskole).

## Filmografia

### Aktor
- 2003: Kumple jako Geir
- 2003: Jonny Vang jako Jonny Vang
- 2004: Hawaje, Oslo jako Trygve
- 2004: Uno jako David
- 2008: Max Manus jako Max Manus
- 2008: Lunch (Lønsj) jako Christer
- 2011: Łowcy głów jako Roger Brown
- 2013: Pod dnem (Pionér) jako Petter
- 2014: Herkules jako Tydeus
- 2015: Last Knights jako Geza Mott
- 2015: Marsjanin jako Alex Vogel
- 2016: Nobel - fred for enhver pris jako Erling Riiser (serial telewizyjny - 7 odcinków)
- 2018: Kongo (Mordene i Kongo) jako Joshua French
- 2020: Zabójcza portierka (The Doorman) jako Borz
- 2021: Złe dni (I onde dager) jako Lars
- 2021: The Middle Man jako Arthur Clintstone
- 2022: Sisu jako Bruno Helldorf

### Reżyser
- 2004: Uno

### Scenarzysta
- 2004: Uno

## Nagrody
- 2003 Amanda-prisen za rolę Jonny’ego Vanga (najlepszy aktor pierwszoplanowy)
- 2004 EuropaCinema, Viareggio w kategorii najlepszy aktor
- 2004 Nagroda FIPRESCI na Molodist Kiev Film Festival na Ukrainie, za film Uno
- 2004 Nagroda dla najlepszego aktora młodego pokolenia na Molodist Kiev Film Festival na Ukrainie:
- 2005 Amanda-prisen w kategorii: Najlepszy reżyser, za film Uno.
- 2005 Nagroda specjalna Jury na Festival Premiers Plans d’Angers we Francji
- 2005 Kanon Award na Kosmorama Film Festival w Trondheim w kategorii: Najlepszy film (nagrodzony przez czytelników Adresseavisen)
- 2005 Kanon Award na Kosmorama Film Festival w Trondheim w kategorii: Najlepszy aktor pierwszoplanowy
- 2005 Kanon Award na Kosmorama Film Festival w Trondheim w kategorii: Najlepszy scenariusz